# ケルビン・シーブルックス
ケルビン・シーブルックス（Kelvin Seabrooks 、1963年3月10日 - ）は、アメリカ合衆国の男性プロボクサー。ノースカロライナ州シャーロット出身。元IBF世界バンタム級王者。

## 来歴
1981年10月9日、シーブルックスはデビュー戦を行い初回KO勝ちで白星でデビューを飾った。
1984年8月25日、USBA全米バンタム級王者ガビー・カニザレスと対戦し12回判定負けで王座獲得に失敗した。
1985年8月20日、WBCアメリカ大陸スーパーバンタム級王者ハロルド・ペティーと対戦し12回0-3(112-116、112-117、114-115)の判定負けで王座獲得に失敗した。
1987年3月1日、USBA全米バンタム級王者で15戦無敗のルイス・カーティスと対戦し2回にダウンを奪われたが、その後は巻き返し12回3-0(117-111、114-113、116-111)の判定勝ちで王座獲得に成功した。
1987年5月15日、コロンビアカルタヘナのプラザ・デ・トロス・デ・カルタヘナ・デ・インディアスでジェフ・フェネックの返上で空位になったIBF世界バンタム級王座決定戦をミゲル・マツラナと行い、5回1分47秒逆転KO勝ちで王座獲得に成功した。
1987年7月4日、フランスカレーで21戦全勝で後のWBC世界スーパーバンタム級王者ティリー・ヤコブと対戦するもヤコブの強打に捕まり3度ダウンを喫しスリーダウンルール適用に見えたが、ダメージが見られなかったため続行。その後シーブルックスはダウンを奪い返しそのままレフェリーストップで試合終了。大逆転で初防衛に成功した。
1987年11月18日、イタリアシチリア州サン・カタルドでエルニー・カタルーニャと対戦し4回2分52秒逆転TKO勝ちで2度目の防衛に成功した。
1988年2月6日、パリでフェルナンド・ベルトランと対戦し2回2分35秒TKO勝ちで3度目の防衛に成功した。
1988年7月9日、ニュージャージー州アトランティックシティサンズ・カジノ・ホテルでオルランド・カニザレスと対戦し初回にダウンを奪われると最終15回にダウンを追加されてレフェリーストップがかかり試合終了。15回1分3秒TKO負けで4度目の防衛に失敗し王座から陥落した。
1989年6月24日、オルランド・カニザレスとリマッチを行い11回47秒TKO負けで1年振りの王座返り咲きに失敗した。
1990年5月13日、USBA全米スーパーバンタム級王者ヘスス・ベナビデスと対戦し初回TKO負けで王座獲得に失敗した。
1995年3月17日、元WBO世界スーパーフェザー級王者ジミー・ブレダルと対戦し2回TKO負けを最後に現役を引退した。

## 獲得タイトル
- USBA全米バンタム級王座
- 第3代IBF世界バンタム級王座（防衛3）